# Biblioteca de la Facultad de Arquitectura, Diseño y Urbanismo (UBA)
El Centro de Documentación y Biblioteca "Profesor Arquitecto Manuel Ignacio Net" es la biblioteca universitaria y centro de documentación especializado de la Facultad de Arquitectura, Diseño y Urbanismo de la Universidad de Buenos Aires. Está ubicada en la planta baja del Pabellón III de Ciudad Universitaria en la Ciudad de Buenos Aires.

Logo Centro de Documentación y Biblioteca "Prof. Arq. Manuel Ignacio Net", Facultad de Arquitectura, Diseño y Urbanismo UBA

## Historia
La biblioteca fue fundada junto con la Facultad a partir de la sección "Arquitectura" de la Biblioteca de la Facultad de Ciencias Exactas en 1948. Su fondo fue creciendo junto con la Facultad y acompañando su desarrollo institucional, adquiriendo material para las carreras de grado que se incorporaron entre 1985 y 1995: Diseño Gráfico, Diseño Industrial, Diseño de Imagen y Sonido, Diseño de Indumentaria y Textil y Diseño del Paisaje.
En 1992 la Biblioteca fue reestructurada y transformada en Centro de Documentación y actualmente continua desarrollando un proceso de expansión, diversificación y cooperación, dentro y fuera de esta Casa de Estudios, organizando y participando en Congresos de Bibliotecas de Arquitectura, Arte, Diseño y Urbanismo y conformando, con otras Bibliotecas y Archivos especializados afines, las redes Vitruvio, Redar y Bibliofaun, entre otras.
Además la Biblioteca emprendió aceleradamente el camino de su informatización, ampliando sus servicios y productos, posicionándose en Internet y en redes sociales y reforzando sus colecciones bibliográficas, hemerográficas y de imágenes, para mantener un nivel académico elevado en consonancia con la Facultad.
Desde 2017 comienza a denominarse Centro de Documentación - Biblioteca "Prof. Arq. Manuel Ignacio Net" en homenaje a su exdirector.

## Fondo bibliográfico y servicios
La biblioteca cuenta con 
- Consulta de libros y publicaciones periódicas nacionales y extranjeras
- Bases de datos especializadas
- Materiales impresos y digitales[6][7]
- Préstamo a domicilio de obras
- Espacios para trabajo y lectura
- Carnet de Lector
- Consulta de Planes de Estudio y Programas de Materias
- Certificado de libre deuda
- Consulta de Tesis y Trabajos de intensificación
- Internet
- WiFi
- Catálogos en línea
- Página web
- Recursos electrónicos
- Materiales impresos y electrónicos
- Actividades culturales
- Novedades a través de las redes sociales
- Acceso a Biblioteca electrónica (MINCyT) y Red UBA
- Capacitación de usuarios

### Para uso de docentes e investigadores, también
- Diapoteca e imágenes digitales
- Consulta de la colección de Obras antiguas y valiosas[7]
- Búsquedas bibliográficas
- Préstamo interbibliotecario
- Bibliografías
- Visitas guiadas para las Cátedras
- Sala de usos múltiples equipada[8]